# Colonia Condesa
La Colonia Condesa è un quartiere residenziale ubicato nella zona centrale di Città del Messico, appartiene alla delegazione Cuauhtémoc. La zona comunemente conosciuta da abitanti e turisti come “La Condesa” è in effetti costituita da tre “colonie”, o quartieri: Condesa, Hipódromo e Hipódromo Condesa.
È conosciuta come la SoHo di Città del Messico vista la quantità di caffè, librerie e ristoranti, gallerie d'arte e boutique presenti, e per la vita culturale e notturna del luogo. La nomenclatura delle vie è molto simile a quella della Colonia Roma, con nomi che fanno riferimento a città e stati della Repubblica Messicana, con l'eccezione della Calle Amsterdam, una via dalla forma ellittica costruita sull'antico tracciato dell'ippodromo che dà nome alla parte di colonia in cui la via è ubicata (Colonia Hipódromo).

## Architettura
La Colonia è nota per la varietà di stili architettonici, dal famoso e storico “Edificio Condesa”, costruito sul finire del XIX secolo, ai vari edifici in stile neoclassico degli inizi del XX secolo, per arrivare ai molti edifici in stile Art déco costruiti nella seconda parte del ventesimo secolo.
Nell'ultimo decennio del '900 la Colonia ha conosciuto un boom immobiliare che ha visto la costruzione di edifici in stile avanguardista, tipo loft, per venire incontro alle esigenze della giovane popolazione del quartiere.

## Attrazioni
Le tre Colonie che compongono la “Condesa” includono due importanti parchi di Città del Messico, il “Parque México” – ufficialmente “Parque General San Martín”, ideato in stile Art Decó dall'architetto José Luis Cuevas, sede di vari eventi culturali e noto per essere stato luogo di atterraggio di Charles Lindbergh (quando il parco non era ancora fortemente alberato come è adesso), e il Parque España, creato nel 1921 per celebrare il centenario dell'indipendenza e dichiarato “Territorio di Musica e Poesia” nel 2009.
All'interno del Parque México si trova il “Foro Lindbergh”, in onore del celebre aviatore, dove si organizzano con cadenza mensile vari eventi culturali e mercatini etnici con partecipanti provenienti da vari Paesi dell'America Latina e non solo.

## Abitanti celebri
Tra i personaggi famosi che hanno abitato nella colonia si ricordano Agustín Lara (cantautore), María Conesa (cantante), Mario Moreno "Cantinflas" (attore), Susana Alexander (attrice), Juan Soriano (artista plastico), Pilar Rioja (ballerina), Ruth D. Lechuga (antropologa).